# پسچانویه (حوضه بورلا)
پسچانویه (روسی: Песчаное) یک دریاچه در سرزمین آلتای کشور روسیه است..